# La Pendaison
Pour plus de détails, voir Fiche technique et Distribution.
La Pendaison (絞死刑, Kōshikei) est un film japonais réalisé par Nagisa Ōshima, sorti en 1968.

## Synopsis
Dans le quartier d'exécution de la maison de détention de Tokyo, un jeune coréen R., condamné à mort pour le viol et le meurtre de deux lycéennes japonaises, est pendu… mais ne meurt pas. Il demeure vivant, mais amnésique. Des geôliers, un procureur, un médecin, un prêtre s'efforcent de lui faire retrouver la mémoire afin de finir l'exécution, puisque la loi japonaise n'admet pas l'exécution d'un homme atteint de démence.
Dans une pièce à côté de la potence, ils lui montrent la scène de son premier viol pour lui rafraîchir la mémoire, sans succès. Les officiers essayent d'une autre façon en tentant de lui représenter son enfance et interprètent une famille coréenne. Mais c'est un stéréotype japonais qu'ils montrent et le stratagème échoue également. Désespérés, ils rejouent son deuxième crime.
Puis une femme apparaît dans la chambre, R. l'appelle sœur. Elle accuse l'impérialisme japonais d'être la cause de son crime, mais après le débat elle se pend elle-même. Les officiers fêtent la pendaison et s'enivrent. Tandis que R. reste à côté de sa sœur, il retrouve la mémoire et la culpabilité grâce à son amour pour elle, acceptant enfin l'exécution.

## Fiche technique
- Titre : La Pendaison
- Titre original : 絞死刑 (Kōshikei?)
- Réalisation : Nagisa Ōshima
- Scénario : Nagisa Ōshima, Mamoru Sasaki, Tsutomu Tamura et Michinori Fukao
- Musique : Hikaru Hayashi
- Photographie : Yasuhiro Yoshioka
- Montage : Keiichi Uraoka
- Sociétés de production : Art Theatre Guild et Sozosha
- Pays d'origine :  Japon
- Langue originale : japonais
- Format : noir et blanc - 1,85:1 - son mono - 35 mm
- Genre : drame
- Durée : 117 minutes[1] (métrage : 8 bobines - 3 255 m[1])
- Dates de sortie : 
  - Japon : 3 février 1968[1]
  - France : 4 septembre 1969[2]

## Distribution
- Kei Satō : le directeur de la prison
- Fumio Watanabe : l'éducateur
- Toshirô Ishido : le prêtre
- Masao Adachi : le gardien chef
- Rokkō Toura : le médecin
- Hosei Komatsu : le procureur
- Masao Matsuda : le secrétaire du procureur
- Akiko Koyama : la femme coréenne
- Do-yun Yu : le prisonnier
- Nagisa Ōshima : le narrateur
- Masayuki Hoshi
- Yuki Osaka
- Daiji Ozeki
- Keiko Sakurai
- Shizui Sato : un garde
- Kurumi Suzuki
- Akiko Terayima
- Takashi Ueno : un garde
- Takao Usui

## Autour du film
- La Pendaison est basé sur une affaire qui a eu lieu à Tokyo. En 1958, Un jeune coréen zainichi a tué deux jeunes filles. Il a été condamné à mort et exécuté en 1962, malgré les objections des intellectuels comme Shōhei Ōoka.
- Bien qu'il ait maintenant plus de 40 ans, le film décrit une procédure d'exécution encore utilisée au Japon, où la peine de mort est toujours en vigueur. La majorité des scènes se déroulent dans une reproduction exacte du site d'exécution de la prison de Tokyo. Le film débute sur une vue aérienne de ce site.
- La seule femme du film, née de l'imaginaire du condamné à mort, est interprétée par Akiko Koyama, compagne et « actrice fétiche » du réalisateur depuis le début des années soixante.

## Distinctions
Le film a été présenté à la Quinzaine des réalisateurs, en sélection parallèle du festival de Cannes 1969.
Il a également reçu le prix Kinema Junpō 1969 du meilleur scénario pour Nagisa Ōshima, Mamoru Sasaki, Tsutomu Tamura et Michinori Fukao